# Николаево (Плевенская область)
Николаево (болг. Николаево) — село в Болгарии. Находится в Плевенской области, входит в общину Плевен. Население составляет 723 человека.

## Политическая ситуация
В местном кметстве Николаево, в состав которого входит Николаево, должность кмета (старосты) исполняет Ваня Петрова Орозова (Болгарская социалистическая партия (БСП)) по результатам выборов правления кметства.
Кмет (мэр) общины Плевен — Найден Маринов Зеленогорски (коалиция в составе 3 партий: Демократы за сильную Болгарию (ДСБ), Болгарский земледельческий народный союз (БЗНС), Союз демократических сил (СДС)) по результатам выборов в правление общины.